# Mesochorus ferrugineus
Mesochorus ferrugineus är en stekelart som beskrevs av Dasch 1974. Mesochorus ferrugineus ingår i släktet Mesochorus och familjen brokparasitsteklar. Inga underarter finns listade i Catalogue of Life.